# Tandad neonmossa
Tandad neonmossa (Barbula crocea) är en bladmossart som beskrevs av Georg Heinrich Weber och Daniel Matthias Heinrich Mohr 1807. Tandad neonmossa ingår i släktet neonmossor, och familjen Pottiaceae. Arten har ej påträffats i Sverige. Inga underarter finns listade i Catalogue of Life.

## Bildgalleri

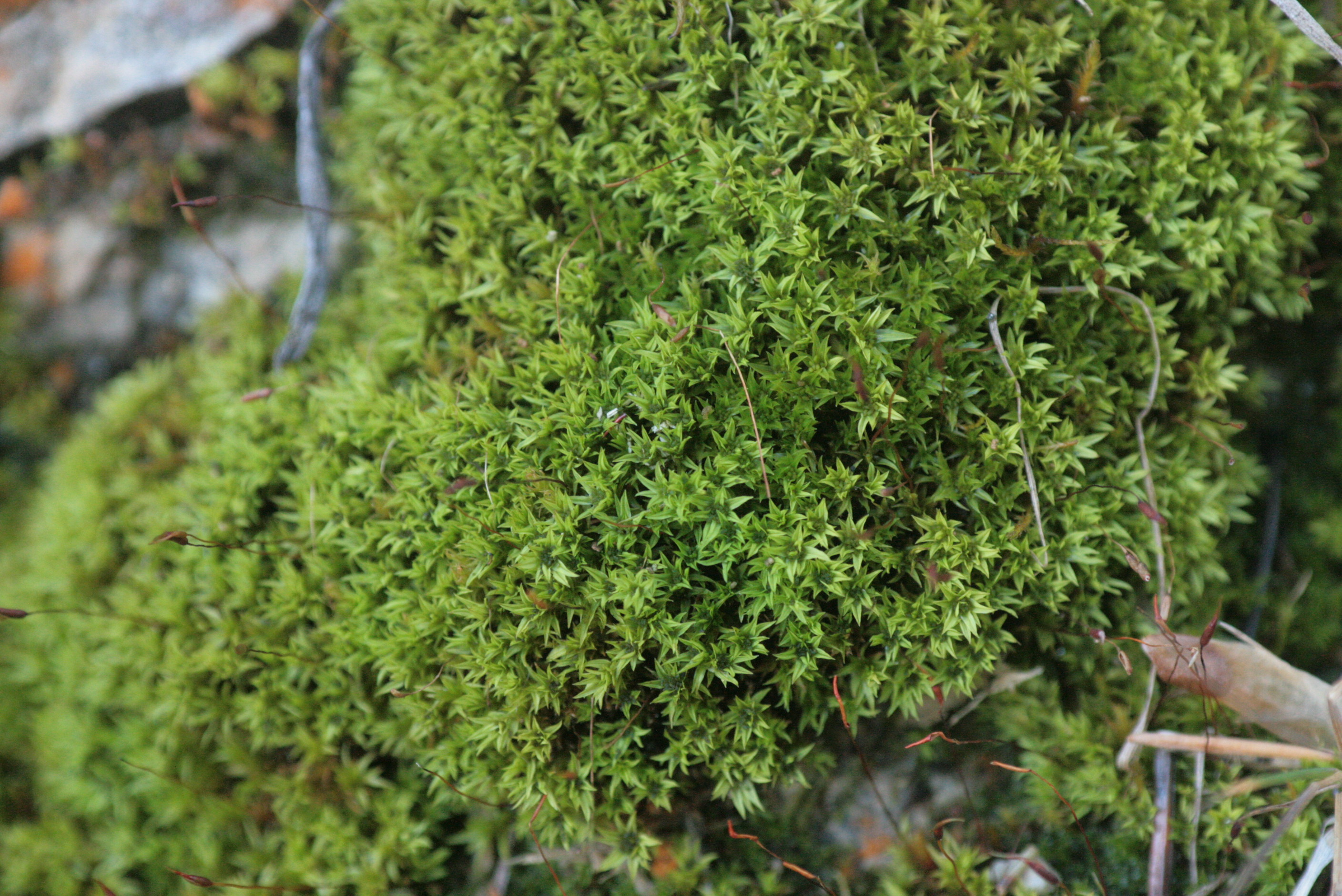
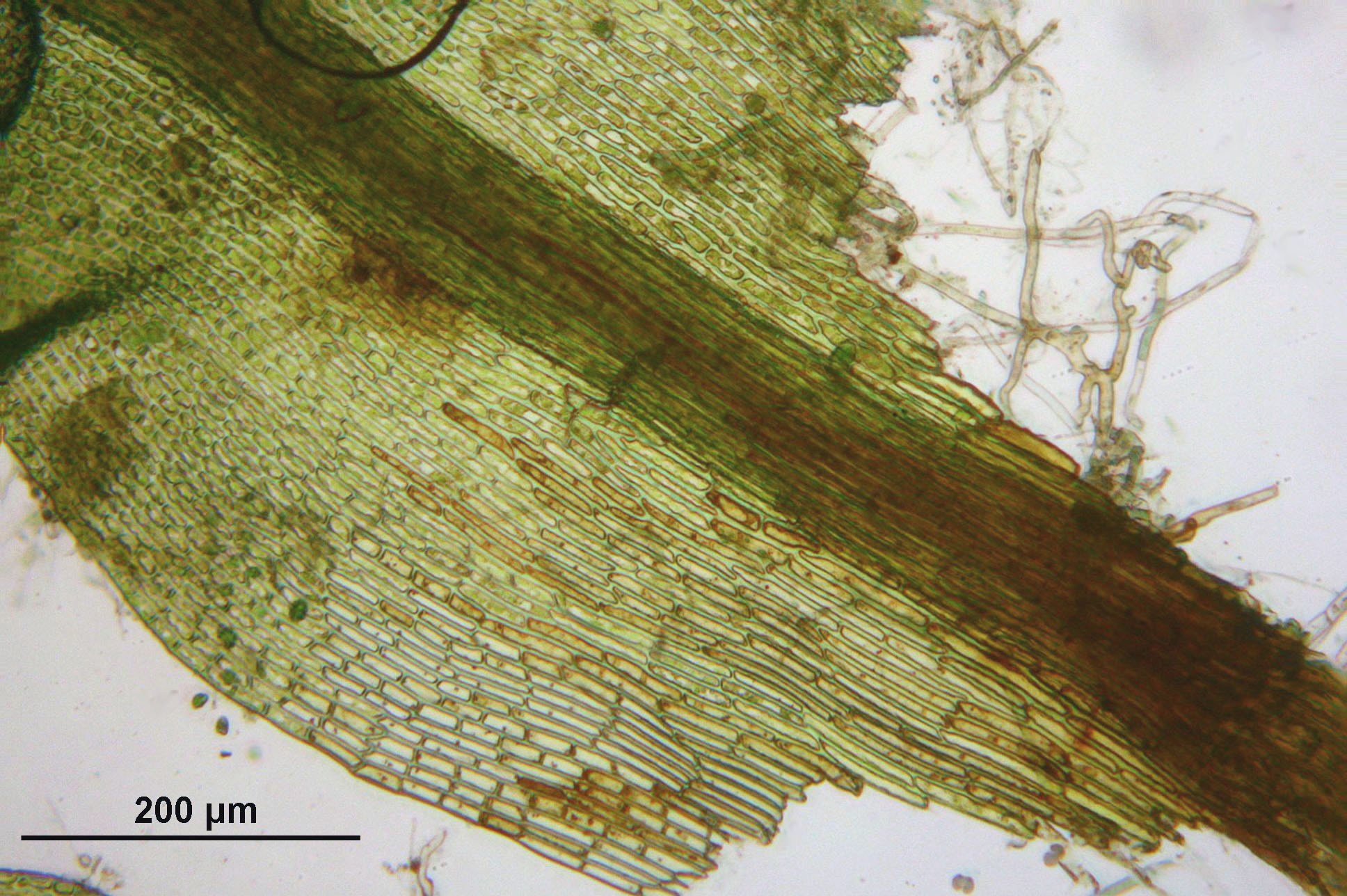
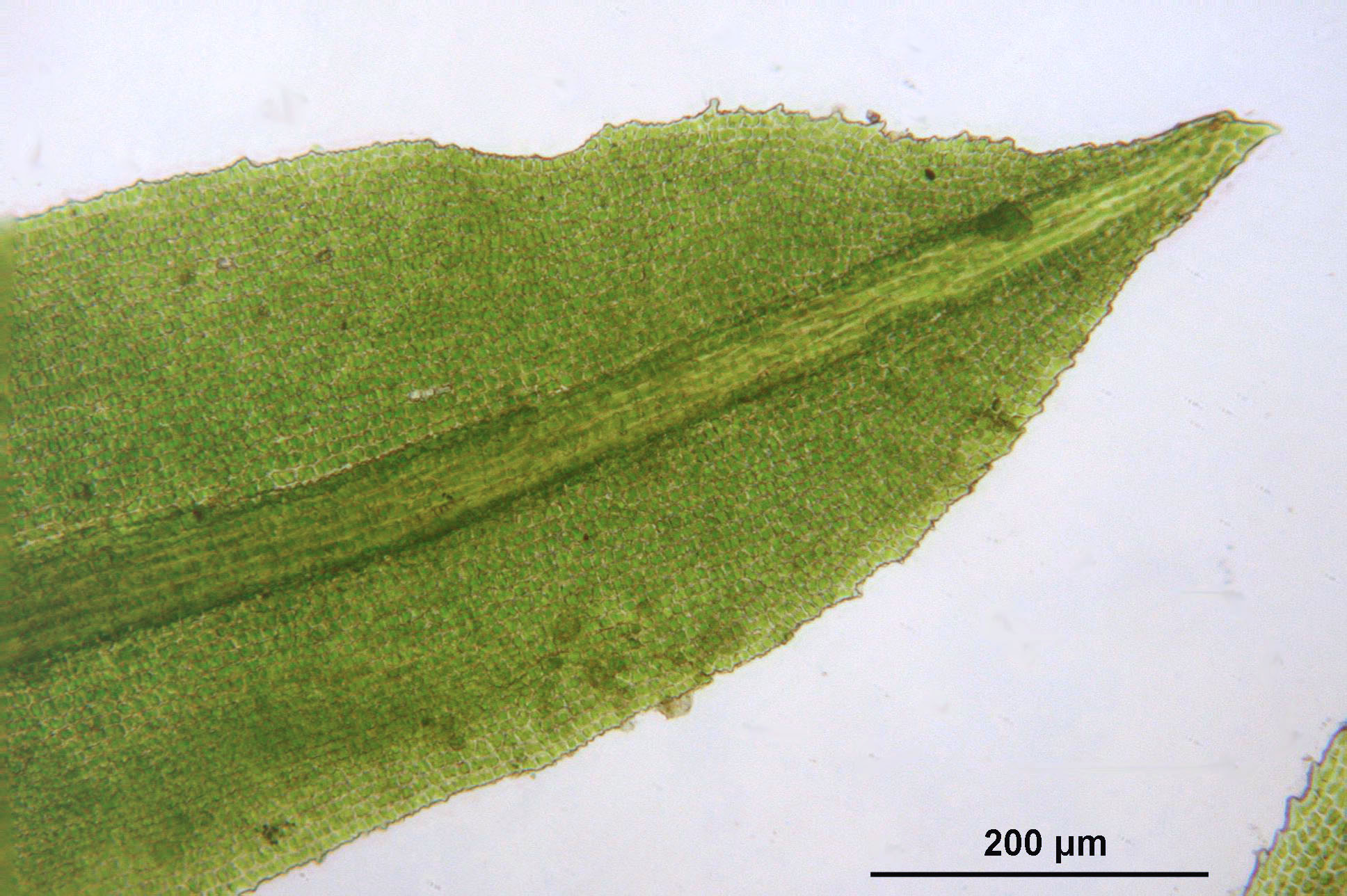
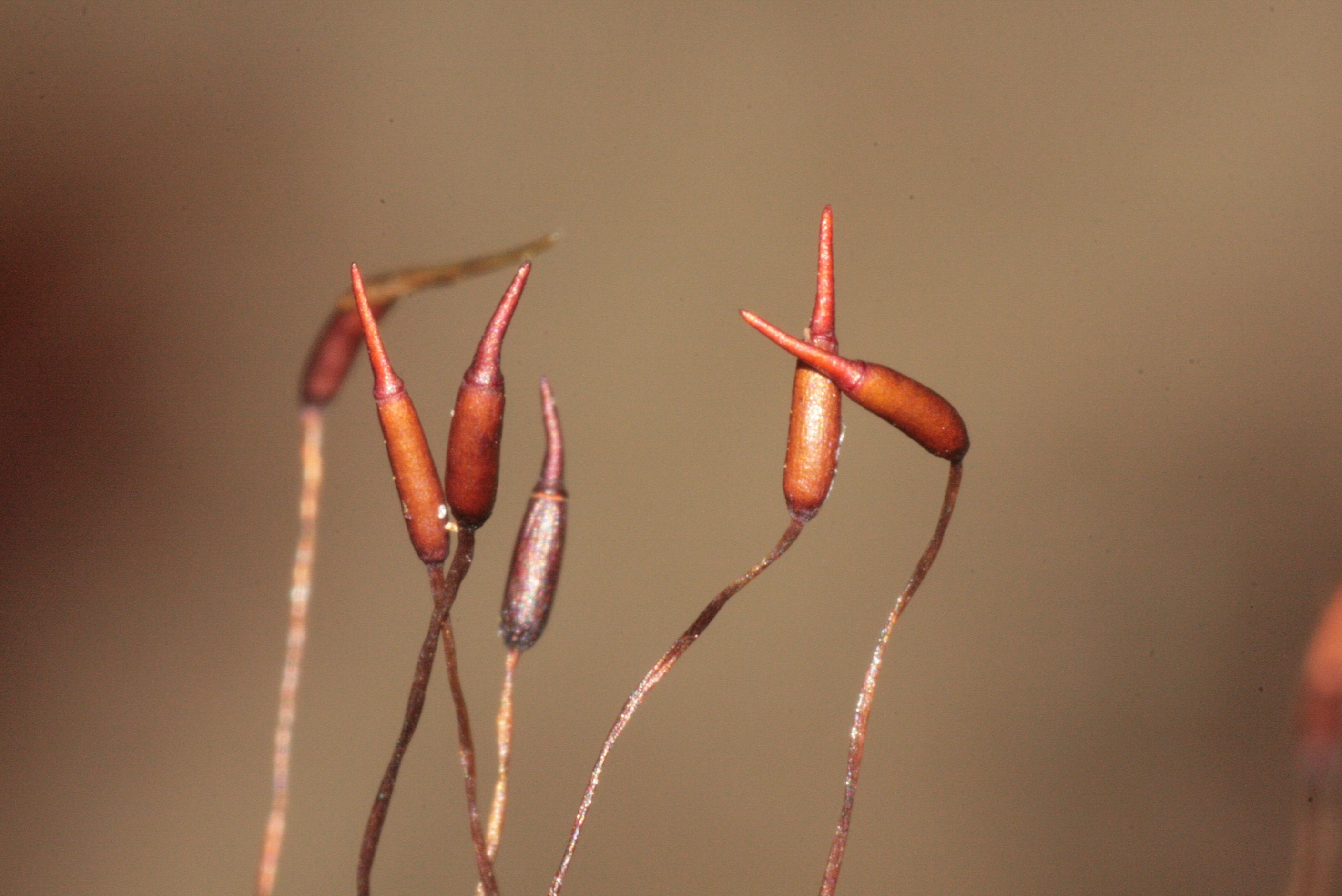